# Lamed (písmeno)
Lamed (symbol ל; hebrejsky לָמֶד, למד‎) je dvanácté písmeno hebrejské abecedy. Jeho ekvivalentem ve fénickém písmu je 𐤋.
V jazyce beduínů znamená lamed „volské bodlo“ (škrabku na dobytek).[zdroj⁠?!]
Písmeno lamed může vytvářet ligaturu s předcházejícím alef. Lamed lze rovněž rozšířit a napomoci tak vytvoření oboustranně zarovnané sazby odstavce. Ligatura i rozšířená podoba mají samostatné pozice v kódování Unicode. Existuje rovněž kód pro lamed s dagešem.
| Znak            | לּ                               | לּ                               | ﬥ                        | ﬥ                        | ﭏ                          | ﭏ                          |
| --------------- | ------------------------------- | ------------------------------- | ------------------------ | ------------------------ | -------------------------- | -------------------------- |
| Název v Unicodu | Hebrew letter lamed with dagesh | Hebrew letter lamed with dagesh | Hebrew letter wide lamed | Hebrew letter wide lamed | Hebrew ligature alef lamed | Hebrew ligature alef lamed |
| Kódování        | dec                             | hex                             | dec                      | hex                      | dec                        | hex                        |
| Unicode         | 64316                           | U+fb3c                          | 64293                    | U+fb25                   | 64335                      | U+fb4f                     |
| UTF-8           | 239 172 188                     | ef ac bc                        | 239 172 165              | ef ac a5                 | 239 173 143                | ef ad 8f                   |
| Číselná entita  | &#64316;                        | &#xfb3c;                        | &#64293;                 | &#xfb25;                 | &#64335;                   | &#xfb4f;                   |

## Zahnuté lamed
Existuje také podoba lamed s ohnutou horní částí. Taková podoba umožňuje umístit řádky blíže k sobě (lamed je jediné hebrejské písmeno, které výrazně „vyčnívá“ nad linku) a ušetřit papír; z toho důvodu se hojně využívala ve starších tiscích. V moderní typografii ji lze využít pro zamezení kolize s vokalizačními nebo kantilačními značkami předchozího řádku, nebo pro vyvolání či zdůraznění dojmu starobylosti.
Zahnuté lamed nemá samostatnou pozici v Unicode.

## Zvuková podoba
V hebrejštině, jidiš i ladino se čte jako alveolární laterální aproximanta [l] (l, IPA 155).

## Význam v židovské kultuře

Lamed jako označení vozidel autoškoly v Izraeli

Kořen L-M-D znamená v hebrejštině „učit se“ – talmud – učení; melamed – učitel; talmid – žák. Písmeno lamed je hlavním motivem izraelské značky označující vozidla autoškoly.
Chasidská symbolika pokládá lamed za מגדל כוח‎ [migdal koách] tzn. „věž síly“. Symbol pak ukazuje znak vav (člověka) čekajícího na poznání.[zdroj⁠?!]
V hebrejském systému číslic má číselný význam 30.
Podle kabalistického spisu Sefer Jecira je lamed sedmým z dvanácti „základních“ písmen; symbolizuje měsíc tišri a znamení Vah.